# 熔化

冰的融化

熔化（melting）又称熔融（fusion）、熔解，是物質由固態轉變為液態的過程，其中在常温下发生的自然熔化（比如冰转化为水）又作融化、融解。
熔化产生的原因是物質中的內能增加（通常藉由加熱或加壓）至一特定的溫度（稱之為熔点），在該溫度下（或對於非純物質，在某溫度區段內），分子之间的部分化学键被打破，使其原本牢固的形态转变为可以流动的液態。
一般物質因溫度升高而熔化時，其黏度會下降，唯一的例外是元素硫，隨著溫度升高，因為聚合使其黏度會上昇到一定程度，溫度再上昇時其黏度又會下降。
有些有機物質熔化時會出現介晶相，是一種介於固態及液態之間的相。

## 熔化的熱力學
當純物質熔化，固態和液態平衡時，其溫度維持定值，即為熔點，再繼續加熱時，其溫度不會上昇，轉換為物質的潛熱，也就是熔化熱，因此這種熔化是屬於一階相變。
以熱力學的觀點，在熔點時，物質吉布斯能的變化∆G為零，但焓（H）和熵（S）在增加（∆H, ∆S > 0）。當液態的吉布斯能較固態時要低時，物質就會熔化。此溫度和壓力有關。
低溫的氦是已知唯一熔化時不會吸熱的物質。氦3在0.3K以下有負的熔化熱，氦4在0.8K以下有相當輕微的負熔化熱，這表示在特定的壓力下，需要移走熱量才能使氦熔化。

## 熔化準則
在有關熔化的準則中，最常使用的是林德曼（Lindemann）和波恩（Born）的準則。
林德曼準則認為熔化的原因是因為振動的不穩定性，當晶體中原子的熱振動振幅高於原子之間的距離時，晶體就會熔化，也就是<δu2>1/2 > δLRs:177，其中
δu是原子位移，
林德曼參數δL ≈ 0.20...0.25
Rs為原子間距離的一半。
林德曼熔化準則和晶體材料的實驗數據一致，也符合非晶質材料的玻璃转化數據。
波恩準則是以消失的彈性剪切模量對剛性的影響為基礎，也就以晶體在受力時沒有足夠剛性維持其外形時視為熔化。

## 過冷
一般條件下，一物質的熔點會等於凝固點。但在特定條件下，一物質可能會出現低於凝固點卻沒有凝固的過冷現象，或是高於熔點卻沒有熔化的過熱現象。水在非常乾淨的玻璃表面上，可以在溫度低於凝固點幾度而不會凝固。若沒有成核劑的條件下，一大氣壓時，細乳狀的純水可以在攝氏零下48度才變為固態。成核劑一般是因為材料的特性變化而產生。若一物質靜置，沒有雜質，也沒有外來振動來產生性質的變化，就有可能會出現過冷或過熱。以熱力學的觀點，過冷液體是對應晶體狀態相的介晶相，可能會突然的結晶。

## 無晶形固體的熔化
玻璃是一種無晶形固體，其形成方式一般是將熔化的材料快速的冷卻到低於玻璃化转变温度的程度，沒有足夠時間使晶粒生長。材料是液態或是固態是由基本建構單元之間的連接程度所決定，固體的建構單元之間有高度連接性，而液態的建構單元之間的連接性較弱。固體的熔化也可以視為是破壞粒子之間的連接性（例如鍵結）。以此觀點，無晶形固體的熔化是許多鍵結斷裂的渗透，其溫度Tg和準平衡的熱力學鍵結參數有關，例如系統在特定條件下形成鍵結的焓（Hd）和熵（Sd）
{\displaystyle T_{g}={\frac {H_{d}}{S_{d}+R\ln({\frac {1-f_{c}}{f_{c}}})}},}
其中fc為渗透阈值，R為氣體常數。雖然Hd和Sd不是真正的平衡熱力學參數，會和冷卻的速度有關，不過可以找到無晶形固體相關的實驗資料。

## 預熔
預熔（premelting）也稱為表面熔化，是指在溫度低於熔點{\displaystyle T_{s}}時，在晶體表面上會有準液體的薄膜，其厚度和溫度有關。所有晶體材料都會有預熔的情形，預熔的現象可以解釋冰的凍脹，雪花的生長，晶界的移動，甚至是冰河的運動等。

## 相關概念
在超短光脈衝物理中，會出現所謂的非熱力學熔化。發生的原因不是因為原子動態的增加，而是因為因為電子激態產生原子間勢的變化。其中電子的作用類似將二個原子粘在一起的「膠水」，因此用飛秒雷射加熱電子以改變「膠水」的特性，會打破原子之間的鍵結，使原子溫度沒有明顯提高的情形下使材料融化。
在遗传学中，脱氧核糖核酸的「熔化」是指用加熱或是化學介質、聚合酶链式反应的方式，使雙股的DNA變成二個單股的DNA。

## 延伸閱讀
- Hagen Kleinert. Gauge Fields in Condensed Matter, Vol. II,  "STRESSES AND DEFECTS; Differential Geometry, Crystal Melting", pp. 743–1456,  World Scientific (Singapore, 1989);  Paperback ISBN 9971-5-0210-0  (readable online here （页面存档备份，存于）)
- C.Michael Hogan. 2011. sulfur. Encyclopedia of Earth, eds. A.Jorgensen and C.J.Cleveland, National Council for Science and the environment, Washington DC （页面存档备份，存于）

| basic | basic  | 轉變為 | 轉變為 | 轉變為       | 轉變為 |
| basic | basic  | 固態   | 液態   | 氣態         | 電漿態 |
| 從    | 固態   |        | 熔化   | 昇華         |        |
| 從    | 液態   | 凝固   |        | 汽化         |        |
| 從    | 氣態   | 凝華   | 液化   |              | 电离   |
| 從    | 電漿態 |        |        | 等离子体重组 |        |